# Mörkevatten
Mörkevatten är en sjö i Kungsbacka kommun i Halland och ingår i Kungsbackaåns huvudavrinningsområde. Sjön är 10,5 meter djup, har en yta på 0,02 kvadratkilometer och befinner sig 65 meter över havet.